# Waka (poésie)
Pour les articles homonymes, voir Waka.
Le waka (和歌), ou yamato uta, est un genre de la poésie japonaise, à forme fixe. Apparu au VIIIe siècle dans l'aristocratie de la cour impériale, il est écrit avec le syllabaire kana, privilégiant ainsi l'oralité plutôt que l'écrit de la tradition chinoise. Il gagne toutes les catégories de la population et reste encore très populaire au XXe siècle.
Forme brève, le waka mobilise de nombreuses références culturelles nationales, dans ses vers en utilisant la polysémie de l'écriture en kanas pour un surplus de sens, mais aussi en associant le poème calligraphié à un contexte et à des circonstances où il acquiert sa puissance d'expression.

## Quelques aspects

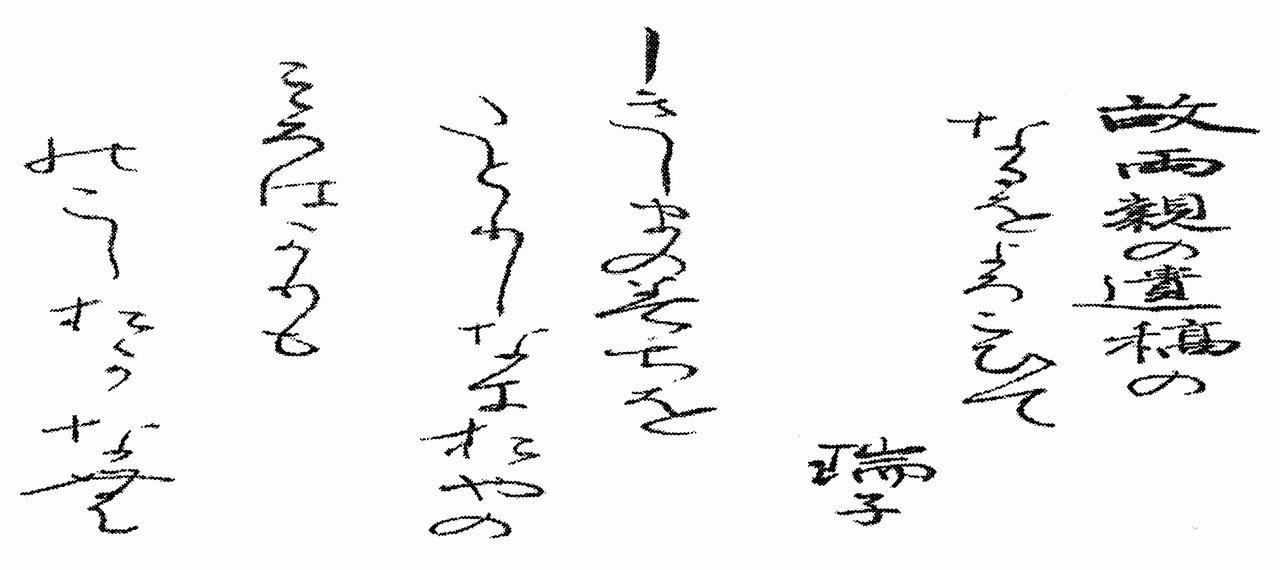
Waka de Mizuko Takahashi (1917)

« Cette poésie est apparue quand le ciel et la terre ont commencé de s'ouvrir. Il s'agit du poème qui chante l'union du dieu avec la déesse sous le pont flottant céleste. »

— Ki no Tsurayuki - Préface en japonais du Kokin shû

### Longévité de la forme poétique
« Il y eut d'excellents poètes qui, les règnes succédant aux règnes comme les nœuds aux nœuds sur une  tige de bambou de Kure, se sont fait un nom. Une époque suivait l'autre, liées comme les fils tressés d'un cordonnet, et la tradition poétique ne connut pas d'interruption. »

— Ki no Tsurayuki - Préface en japonais du Kokin shû
Après la « période archaïque » où les formes poétiques sont encore primitives, la période Nara au VIIIe siècle voit la formalisation du nombre de vers et de syllabes (l'heptamètre et le pentamètre sont les plus fréquents) pour différentes formes poétiques. Le waka s'impose alors avec sa forme toujours actuelle de cinq vers composés de 5-7-5-7-7 syllabes : « À l'époque des dieux impétueux le mètre de la poésie n'était pas réglé. L'expression était brute et le sens des propos, semble-t-il, difficile à saisir. Une fois venu le temps des hommes (...) on composa des poèmes de trente et une syllabes. » Le waka étant une forme particulière de poésie courte tanka (voir Tanka (poésie)) on le trouve parfois désigné par ce terme, ou plus généralement encore comme uta, c'est-à-dire « la poésie ».
Pendant une courte période au IXe siècle le style chinois est glorifié, entraînant un déclin de la poésie vernaculaire, mais celle-ci retrouve sa place à la Cour Impériale avec la création de cercles aristocratiques où on échange des waka. C'est au cours de l'époque Fujiwara no Yushifusa (804 - 872) que se développent alors nombre de pratiques curiales autour du waka : poèmes pour paravent, concours de poésie, composition de recueils. La création en 951 du Bureau de la Poésie évite le déclin de la poésie et consacre le waka, qui trouve sa forme définitive à l'époque classique du IXe au XIIIe siècle, identifiant clairement deux unités sémantiques : le tercet (japonais : hokku) et le distique (japonais : ageku).
La prédominance du waka reste ensuite indiscutée jusqu'au XIVe siècle. Il envahit tous les autres genres littéraires : roman, théâtre, correspondance, journal, ouvrages historiques, et fait l'objet de traités. Il donne alors naissance à d'autres formes poétiques tout en restant très présent. Le renga naît par exemple de la déclamation des waka par deux personnes, l'une pour le tercet et l'autre pour le distique, exercice qui évolue ensuite vers l'enchaînement par le tandem de plusieurs dizaines de stances. Le haïku naît quant à lui du tercet, qui acquiert alors une forme autonome sous ce nom,. Le waka, qui était à l'origine un signe d'appartenance à l'aristocratie, se diffuse dans l'ensemble de la population.
Aujourd'hui encore, une célébration appelée « Première manifestation poétique » (japonais : uta kai hajime) (attestée depuis 1267) a lieu dans le palais impérial, au cours de laquelle la famille impériale, des personnalités de la société civile et des citoyens ordinaires, déclament des waka de leur composition, créés pour la circonstance sur un thème imposé. L'une des fonctions du waka serait ainsi, depuis l'époque classique, d'« exprimer le lien harmonieux qui unit la famille impériale à ses sujets ». La vitalité actuelle de cette forme poétique est encore attestée par le succès populaire de la publication par une professeur de littérature d'un lycée de Kanagawa d'un recueil de sa composition : L'anniversaire de la salade, (japonais : sarada kinenbi).

### Espaces contextuels
« Le waka ne se prête guère à une approche naïve, il n'est pas possible de l'isoler du tissu organique des pratiques et de la réflexion dans lesquels il s'est développé et où il prend sens. »

— Jacqueline Pigeot - Autour du waka
Le waka peut faire l'objet de deux modes de réception, qui ne s'excluent pas : expression d'un individu dans certaines situations (lettres de circonstance, concours), ou intégré à une production collective dans un recueil (ou encore un concours), ou encore comme citation accompagnant d'autres objets ou intégré à d'autres œuvres. Une introduction succincte, japonais : kotoba-gaki, précède alors le poème pour apporter un éclairage décisif sur les circonstances dans lesquelles il a été rédigé.

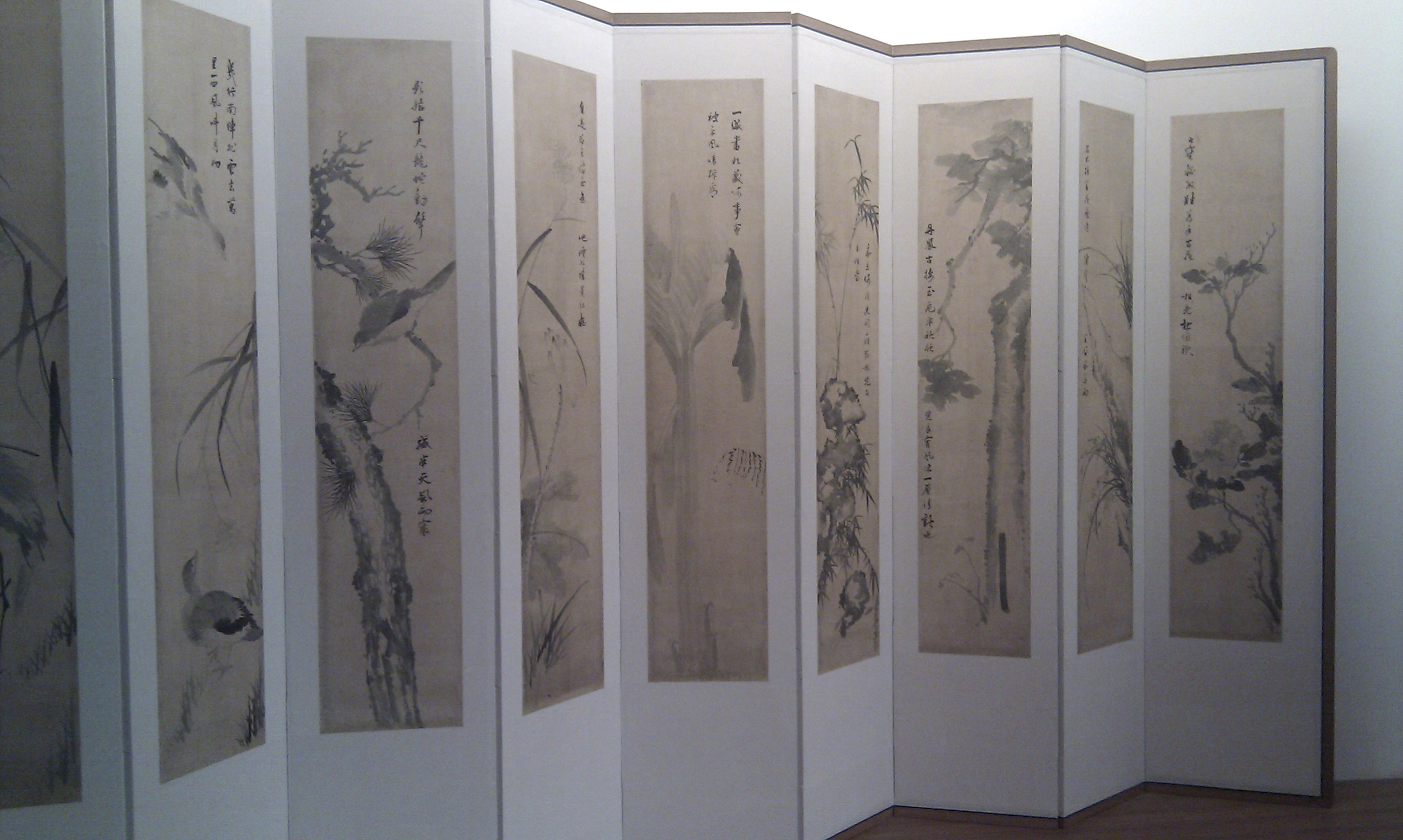
Paravent avec calligraphie (chinoise) - Musée Guimet, Paris

- La cour impériale. L'espace le plus général pour le waka est, dès sa naissance, la cour impériale où se produit un incessant va-et-vient de poèmes de circonstances de cette forme, comme les « lettres du lendemain » que l'homme envoie à la femme dont il vient de prendre congé[12] et toutes les circonstances mentionnées par Jacqueline Pigeot (voir encadré). Toute personne de la cour se devait de maîtriser ce moyen de communication[13].

- Les joutes poétiques. Les waka donnent lieu à des joutes poétiques (japonais : uta awase) sur des thèmes (comme « fleurs de prunier » ou « vent d'automne ») annoncés sur place ou à l'avance, concours qui évoluent pour devenir des cérémonies très solennelles, aux enjeux honorifiques parfois considérables. Elles rassemblaient également des objets en relation avec le thème, et étaient initialement arbitrées par les participants eux-mêmes, puis par des poètes faisant autorité mais qui devaient argumenter leur verdict, ce qui favorisa l'approfondissement de la réflexion sur cette forme poétique[12],[14] en particulier dans les procès-verbaux des concours[13].

- Les recueils rassemblent des éléments à l'origine indépendants[n 3] pour bâtir un discours, travail minutieux de sélection et de classement aboutissant à un système cohérent d'association et d'enchaînements[17],[n 4] autour d'un thème comme le regret du temps qui passe (saison, amours) pour le Kokin waka shû, ou spirituel et biographique pour le Sanshô Dôei. Ce travail peut être repris à différentes époques comme le Sanshô-Dôei, recueil des waka de Maître Dôgen, vers 1420 puis vers 1700[18] : une anthologie de chefs-d’œuvre devient ainsi un chef-d’œuvre en soi, dans lequel un poème trouve une nouvelle signification[8].
- La prose : les waka peuvent être encadrés par deux courtes proses, mise en scène du poème[n 5]. Un texte précédant le poème (kotoba-gaki) identifie l'auteur et présente le waka (circonstances de composition, thème choisi) et une courte note (sachû) à la suite du waka pour le préciser (variantes, datation, pouvoir surnaturel...)[20].

- Les paravents. À partir de la seconde moitié du IXe siècle, des paravents ornés de motifs japonais font l'objet de composition de waka (byobu uta) destinés à être calligraphiés sur le paravent ou simplement récités devant, parole d'un personnage peint ou d'un spectateur[14], discours sur le monde à partir d'une représentation du monde[22]. Le waka peut être calligraphié dans le paysage[23], ou sur des « papiers collés » figurés[24], ou encore des éventails peints eux-mêmes sur le paravent[25].
- La citation. La citation de fragments de waka ou de poèmes entiers est très fréquente dans l'ensemble des genres littéraires, particulièrement à l'époque d'Edo XVIIe au XIXe siècle. Zeami (1363-1443) fait ainsi de la citation de waka anciens l'une des pièces maîtresses de son dispositif dramatique[8].

Dans toutes ces circonstances, le waka acquiert sa puissance d'expression inséré dans un ensemble d'objets traduisant les intentions de l'auteur, et il n'est qu'un des éléments du message. Le support, les objets qui accompagnent le waka, (ou que le waka accompagne : il peut ainsi suivre un poème long qu'il résume) le porteur, éléments importants que le compilateur mentionne. Le waka devient parole de l'objet : paysage du paravent, thème du concours, cadeau... et insère l'objet dans une relation de personne à personne.

### Esthétique
« C'est ainsi qu'à célébrer les fleurs, à envier les oiseaux, à s'émouvoir du brouillard, à s'apitoyer sur la rosée, les émotions poétiques et les expressions pour les chanter se multiplièrent et devinrent plus variées. »

— Ki no Tsurayuki - Préface en japonais au Kokin shû

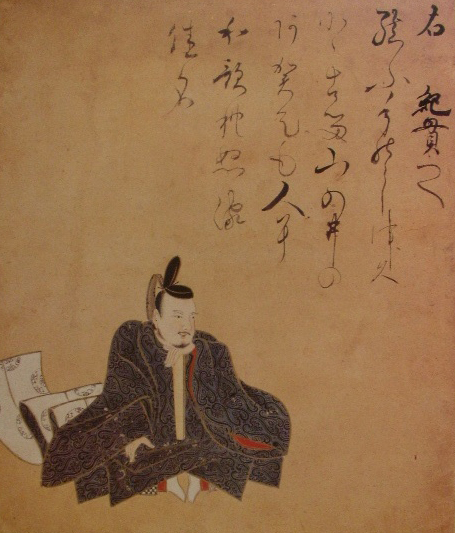
Ki no Tsurayuki.

Les thèmes pouvant être abordés sont clairement définis et en nombre restreint : saisons, amours, deuils, voyages, célébration, religion, nature, eau… qui se déclinent en sous-thèmes,. La religion, la spiritualité est présente dans un syncrétisme entre le shinto et le bouddhisme, le waka étant même présenté comme une Voie donnant accès au salut bouddhique. Certains thèmes sont par contre proscrits : corps humain, nourriture, guerre, satire,… Les première et huitième anthologies impériales répartissent ainsi les poèmes en sections selon ces thèmes : « Printemps, Été, Automne, Hiver, Félicitations, Affliction, Voyages, Amour, Sujets divers, Shintô, Bouddhisme ».
À chaque thème sont associés des éléments renvoyant eux-mêmes à un sentiment, et la principale finalité du vocabulaire est d'émouvoir dans une expression de la sensibilité d'apparence spontanée. « Le waka est tenu pour le témoignage par excellence sur la personne du poète parce qu'il est censé avoir jailli spontanément de son cœur », le travail de l'imagination ne doit pas transparaître. Mais la fleur, la neige, restent, au-delà du code, un objet de contemplation.
Le printemps renvoie à la rosée, la rosée renvoie aux larmes, dans le cadre d'un langage codé que le poète devait respecter sous peine de rendre son poème incompréhensible. Ainsi les sentiments ne sont pas analysés ni même explicités, mais simplement suggérés dans une esthétique de l'allusion, condition de la brièveté du waka, qui permet au poète de laisser entendre plus qu'il ne dit : le « surplus de sens » (japonais : amari no kokoro), les allusions pouvant ne reposer que sur des coïncidences d'homophonie,.

« On chante le regret mortel de voir tomber les fleurs de cerisier ; mais le regret de voir tomber les feuilles d'automne n'est pas aussi vif. Ne pas connaître cela, c'est ignorer la tradition ; aussi faut-il se pénétrer de la poésie ancienne, et concevoir son propre poème en s'y conformant. »

— Chomei, Mumyô-shô
Le vocabulaire ainsi limité par cette codification et la recherche d'euphonie ne doit être ni vulgaire ni effrayant, et le chinois en est banni. Comme généralement dans la poésie japonaise, la rime en est bannie. Le langage s'y démarque du langage ordinaire, on n'y trouve ainsi ni les marqueurs honorifiques couramment utilisés au Japon (et cette absence, qui permet au waka d'être repris à son compte par tout un chacun, contribue à sa diffusion), ni indication du sexe du locuteur,. Des lexiques (japonais : uta-makura) de mots et d'expressions de la langue poétique sont constitués par des poètes-lettrés,.
La calligraphie est une belle écriture du waka et le poème calligraphié devient de fait un objet autonome, ne respectant pas l'unité sémantique du vers ou la structure métrique. Mais le waka est une poésie entre l'écriture et la vocalité, constamment soulignée. Toute la poésie japonaise est du côté de la vocalité et la beauté du waka est malgré tout de l'ordre du sonore : « Fondamentalement, un poème est quelque chose qui sonne bien ou mal lorsqu'on le dit à haute voix. » L'oralité prévaut sur l'écrit, et des traités sont consacrés à la qualité phonique du waka, pure expression vocale : « dans son essence, le waka serait un cri », le waka prend vie et couleurs lorsqu'il est récité ou chanté et la forme graphique du kana « préserve la polysémie du signifiant en tant qu'image acoustique ».

« À écouter la fauvette qui chante parmi les fleurs ou la grenouille qui gîte dans les eaux, on voit qu'il n'est pas d'être vivant qui ne chante son chant [ne compose de poème]. »

— Ki no Tsurayuki, Préface en japonais au Kokin shû
La poétique du waka s'inscrit ainsi dans une triple exigence : s'imprégner des règles (mètre), des codes (vocabulaire), et des conventions en mémorisant des milliers de poèmes, l'expression (intéressante, nouvelle) d'une émotion (personnelle), et l'inscription dans une tradition (langage codé). Ces trois contraintes correspondent également à un triple registre de l'imaginaire : collectif (traditions), personnel (émotion individuelle), réalité (codifiée, la Nature).
La référence à la tradition est toujours présente. Le shinkokin waka shû avec son sous-titre (Nouveau recueil de poèmes modernes et anciens) se présente comme une relecture du kokin waka shû (Recueil de poèmes modernes et anciens), ce que rappelle le secrétaire du Bureau de la Poésie : « le principe de cette anthologie était de revisiter les poèmes anciens ».

« En poésie japonaise, nul besoin d'instructeur : il suffit de prendre pour maître les poèmes anciens. S'il s'imprègne le coeur du style ancien et s'il apprend l'expression chez les poètes du passé, tout un chacun ne peut-il composer ? »

— Fujiwara no Teika, Généralités sur la composition poétique

### Surplus de sens
« Esthétique de l'allusion, le propre du bon poète étant de laisser entendre plus qu'il ne dit, en ménageant un surplus de sens. »

— Jacqueline Pigeot - La littérature japonaise
Pour favoriser l'expression malgré la brièveté formelle du waka, le poète dispose de différents moyens rhétoriques allusifs, ou de jeux de mots, apportant un « surplus de sens » (japonais : amani no kokoro) au poème. Ainsi, le Kokin waka shû utilise abondamment les Makura-kotoba, les Kake-kotoba et les Mitate, et le Kake-kotoba est également très fréquent dans le Sanshô Dôei.
- Makura kotoba « mot oreiller » ou « mot initiateur » ou « épithète de convention ». Presque toujours composé de cinq syllabes, il correspond alors au premier vers du waka et introduit un terme significatif, central, du poème. Il peut être rapproché de la notion d'épithète homérique[n 10] , mais n'a souvent qu'un rapport très ancien et oublié (analogie phonétique ou association d'idées) mais connu de tous avec le terme introduit[41],[42],[12].

Exemple: azusa yumi « arc de catalpa », évoquant par sa forme le croissant de la lune et le mois lunaire, introduit le printemps,
Exemple (encadré) : karakoromo « beau vêtement » introduit le verbe kitsuru « porté ».
- Jo kotoba « motif initiateur ». Il a la même fonction que le makura kotoba mais peut occuper deux ou trois vers, et sa forme dépend du poète[41].
- Kake kotoba « mot pivot ». Ce procédé utilise la polysémie fréquente des mots japonais écrits en kana, transformant l’ambiguïté lexicale d'un mot en complexité et épaisseur sémantique, un mot pouvant avoir jusqu'à quatre significations[45],[41].

Exemple: asa « lin + matin » suivi de yufu « coton + soir » ,
- Engo « mot associé » ou « mot en relation ». L'auteur utilise des mots ayant une polysémie dans deux univers, ce qui doit susciter dans l'esprit du lecteur surprise, admiration et émotion[41], par exemple « la neige » et le verbe « fondre (en larmes) ».

Exemple (encadré, quatre mots associés du domaine du vêtement) : narenishi = « assoupli + être attaché (à quelqu'un) » - tsuma = « bord d'un vêtement + épouse » - haru = « amidonné + lointain » - kinuru = « porté + parcouru »
- Mitate « identification fictive » associant deux objets absolument différents.

Exemple : les fleurs du cerisier (blanches) et les flocons de neige : « Du ciel tombent les fleurs »,
- Meisho « sites célèbres chantés en poésie ». Certains sites sont associés à des éléments distinctifs, que citent les poètes en fonction du thème qu'ils traitent.

Exemple : la baie de Naniwa, évoquant les roseaux, les toponymes Hirose et Tatsuta, célèbres sanctuaires, évoquant le Shintô
- Honkadori « pastiche de poème ancien, composition sur un poème de base »[49],[45], « lecture créatrice »[50]. Il superpose au poème original les images que celui-ci a éveillées chez le lecteur « réalisant ainsi l'une des virtualités qu'il contenait à l'état latent »[51]. Ce procédé correspond à une caractéristique majeure de l'esthétique japonaise, aimant à revisiter et à triturer les choses déjà existantes plutôt que rechercher une nouveauté absolue, mais avec un goût pour les variations et le pastiche[45]. Cette intertextualité n'est possible que dans une société ayant clairement circonscrit son patrimoine littéraire[49].

Exemple : Le poème 61 du Sanshô Dôei Impermanence prend comme modèles deux poèmes plus anciens, l'un du Recueil des Dix mille feuilles (Manyô-shû) et l'autre du Recueil des waka du glanage (Shûi-waka-shû)
- Omokage « résonance ». Largement attesté dans le waka, il y apparaît principalement dans le thème de l'amour. Ce terme désigne l'inspiration (le sens) qui déborde de l'expression, l'impression suscitée par un ensemble de notations dont aucune n'est visuelle[53]. Une telle image se tient en retrait, se dérobe à la claire perception : le comble de l'art étant alors de « composer en estompant les traits » : halo indistinct, atmosphère visuelle[54].

### Instrument de connaissance
« Voici précisément des poèmes pleins de résonances (yosei) où il flotte vaguement une image (keiki). »

— Shun.e cité par Jacqueline Pigeot - L'imagination dans la poétique japonaise
Les waka, dont la brièveté est louée comme une esthétique de l'instantané, font parfois l'objet de critiques lui reprochant une attitude superficielle, à l'égard du monde, stéréotypée par les conventions, inférieure à la profondeur de sens de la poésie chinoise ou occidentale.
Au contraire, Shunzei défend la rigueur de la convention, qui permet au poète de signifier sans expliquer, dans une esthétique de l'allusion, mais « cette exigence est l'essence même du waka comme instrument de connaissance » de l'essence des choses, leur véritable signification (hoi), et « composer un waka, c'est pénétrer et restituer l'essence même des choses (...) Par un renversement total des choses, c'est la poésie qui fonde la nature ». Dans cette vision métaphysique, la poésie prétend établir une nature où chaque être est établi dans son essence inaltérable, nature plus vraie que celle appréhendée par les sens.
La poésie représentait alors l'activité intellectuelle la plus vivante d'une civilisation aristocratique où tout lecteur était poète et tout poète lecteur, et les discussions sur le vocabulaire du waka pouvait ainsi s'étendre à des débats sur le monde réel. Le waka permet alors une production philosophique et une pensée métaphysique par le développement d'un vocabulaire métapoétique dans un flux temporel, chaque waka devenant naturellement semence de waka.

### Langues japonaise vs chinoise
« Dans le cas de la poésie des Chinois, la forme en est établie (...) De ce fait, les qualités et les défauts des poèmes apparaissent de façon évidente et on ne peut la traiter à la légère (...)
En revanche, la poésie japonaise paraît facile et présente des traits qui la font prendre à la légère (...). C'est seulement lorsqu'on est entré à fond dans ce domaine que l'espace se déploie à l'infini et que l'on peut sentir qu'il est aussi illimité que les flots de la mer. »

— Shunzei- Notes sur les styles depuis l'Antiquité
Au VIIIe siècle, le Japon s'est mise à l'école de la Chine en adoptant sa langue, pour l'administration comme pour la poésie. Mais une poésie de cour apparaît en japonais, principalement pratiquée par les femmes, faisant référence à une tradition nationale encore antérieure, et, au Xe siècle, le waka apparaît comme le seul genre littéraire conçu en langue nationale digne de la même attention que la prestigieuse poésie chinoise. C'est ainsi que le waka fut la seule forme littéraire en langue vernaculaire qui valût d'être signée, expression personnelle, authentique et prestigieuse de l'auteur.
Le mot waka signifiant « poésie en japonais » suppose donc l'existence d'une poésie en langue étrangère : le chinois, auréolée par son ancienneté et sa vitalité. L'originalité de la tradition nationale est alors revendiquée et théorisée pour différencier le waka de la poésie chinoise. Selon Shunzei, c'est le kana, écriture phonétique, syllabaire, qui constitue la matrice du waka par opposition aux caractères chinois qui restent cependant la « vraie écriture » : ne pouvant rivaliser à l'écrit, la poésie nationale se tourne vers la vocalité, et, face à une production hautement élaborée, le waka se tourne à l'époque classique vers une « pureté originelle » de la « nature primitive », d'une pure vocalité. Jacqueline Pigeot souligne que, significativement, la composition de poèmes était désignée, lorsqu'il s'agissait de poèmes en japonais par le verbe « épeler, scander » (japonais : yomu) faisant ainsi référence à la diction, alors que pour les poèmes en chinois on utilisait le verbe « fabriquer » (japonais : tsukuru) évoquant plutôt l'écriture.
Ainsi, Yoko Orimo souligne la différence qu'implique l'écriture vernaculaire japonaise, particulièrement dans le Sanshô Dôei de Maître Dôgen : « Sa beauté [du Sanshô Dôei] est avant tout de l'ordre du sonore, l'oralité y prévalant sur l'écrit. C'est pourquoi, quant à la forme graphique du waka, le kana, alphabet japonais, lui convient mieux que l'idéogramme chinois sémantiquement déterminé. »

### Traduction et compréhension
« Transplanté dans un milieu étranger au terreau où il s'est formé, isolé d'un monde où chaque pièce ne prenait son sens que par rapport à celles qui l'accompagnaient ou l'avaient précédée, ou encore à la prose qui y préludait, amputé des références implicites aux conventions avec lesquelles il jouait, le waka, ainsi dépouillé, peut faire piètre figure. »

— Jacqueline Pigeot- Questions de poétique japonaise

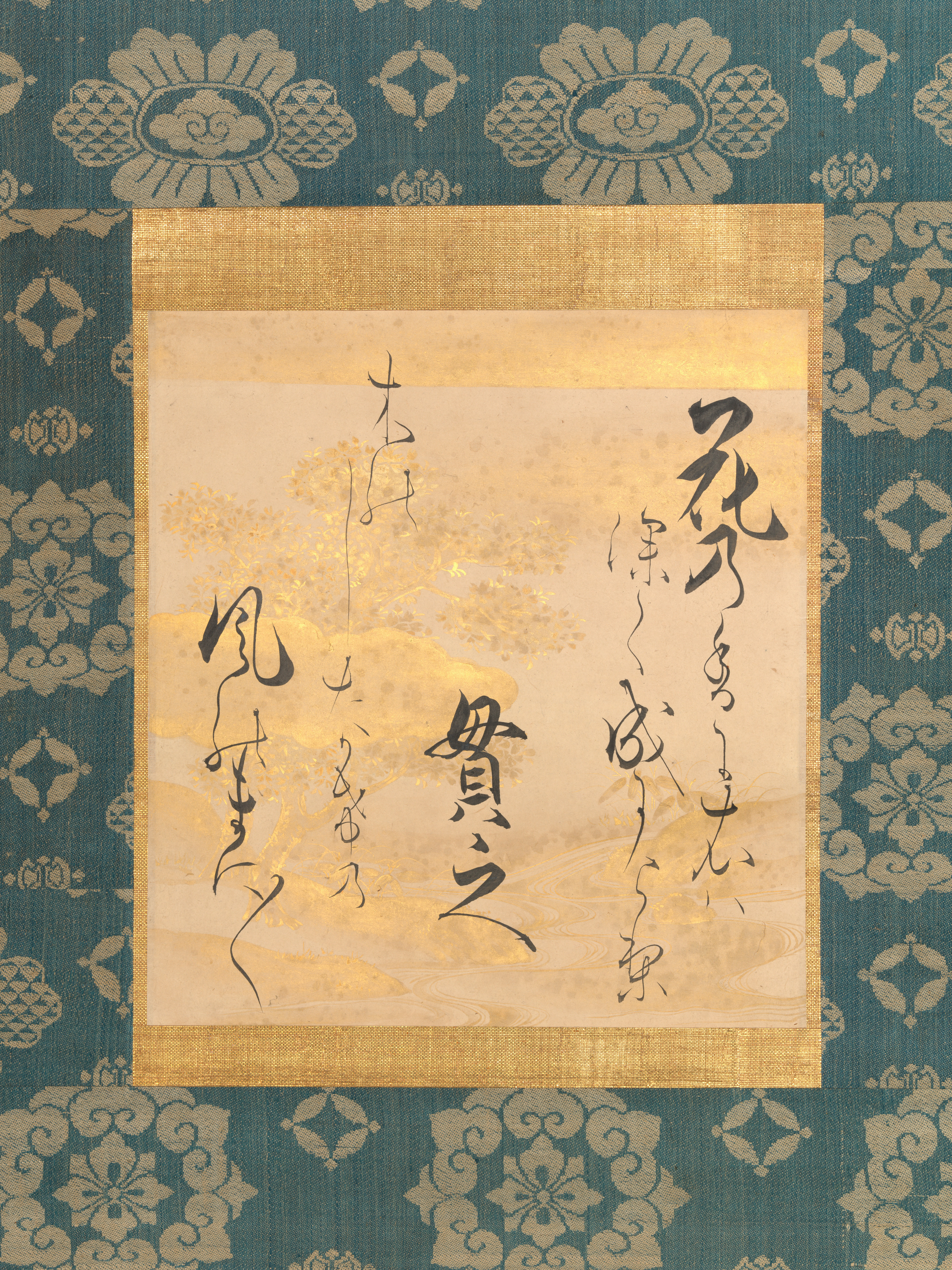
Waka de Ki no Tsurayuki (872–945)

Certaines caractéristiques esthétiques et formelles des waka compliquent la tâche des traducteurs, voire la rendent impossible : comment rendre l'harmonie euphonique, la multiplicité des sens de chaque mot utilisé par le poète, astuce littéraire, ouvrant plusieurs niveaux d'interprétation et une complexité sémantique intraduisible. Le traducteur est alors tenté de déclarer forfait devant ce qu'il peut considérer comme un abus de chevilles, de jeux de mots, d'épithètes dont le sens est perdu, désespoir du traducteur.
Le lecteur occidental d'une traduction peut alors ressentir une impression de ressassement par ce vocabulaire restreint, ces images peu nombreuses, considérer comme un excès de raffinement la préciosité de cette poésie nuisant à un « véritable élan poétique ». Ces difficultés sont un obstacle à la compréhension du waka qui peut alors apparaître « grêle, indigent, dérisoire » et pour beaucoup d'occidentaux le waka « n'est pas un vin assez corsé ».
C'est pourquoi le waka se prête mal à l'approche « naïve » d'une traduction traditionnelle, sans commentaires, telle que celle de G. Renondeau de nature interprétative. Plus souvent les traducteurs accompagnent leur proposition de commentaires pour « ne pas l'isoler du tissu organique des pratiques et de la réflexion dans lesquels il s'est développé et où il prend sens ».
C'est le cas de Jacqueline Pigeot et de Yoko Orimo qui proposent chacune des traductions littérales (mais certaines particularités de la langue japonaise laissent une marge importante au traducteur) accompagnées d'éclairages révélant « certains aspects, implicites mais significatifs, de la représentation que se faisaient les Japonais de l'essence de leur poésie ».

### Bibliographie

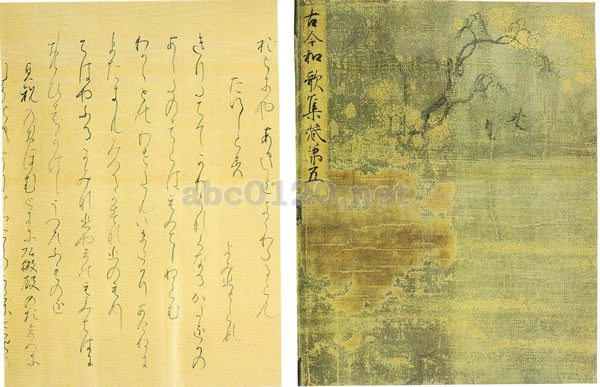
Kokin Waka shû - Kôya edition

## Pour approfondir

### Commentaires
1. ↑  Traduction d'un makura kotoba, forme largement utilisée dans le waka, mot « initiateur », celui-ci introduisant le mot « dieu »
2. ↑  Exemple : Poème de félicitations n°59 du Recueil des joyaux d'or, époque de Heian
3. ↑  Michel Vieillard-Baron estime que le corpus comprenait plusieurs centaines de milliers de poèmes pouvant être sélectionnés[7]
4. ↑  L'article de Michel Vieillard-Baron présente le témoignage de deux fonctionnaires impériaux sur ce travail
5. ↑  Ces textes courts finissent par constituer un genre identifiable, et la réunion de textes correspondant à un même auteur peut ressembler à une biographie[19]
6. ↑  Il s'agit de l'empereur Montoku de Tumura (850-858)
7. ↑  Voir par exemple les deux waka qui suivent Sur la mort de mon fils Furui[26]
8. ↑  Ki no Tsurayuki est le compilateur du Kokin shû et le rédacteur de sa préface en japonais, ainsi qu'auteur de plusieurs poèmes repris dans ces recueils
9. ↑  Citation de Shunzei par Jacqueline Pigeot
10. ↑  J. Pigeot mentionne ainsi le makura kotoba « la nuit couleur de myrtille » qui fait penser à l'épithète homérique « l'aurore aux doigts de rose »
11. ↑  Ce mot initiateur figure par exemple dans le waka 27 du Sanshô-dôei et les waka n°115 et 127 du Kokin-shû
12. ↑  Voir le waka 28 du Sanshô-dôei
13. ↑  Voir le waka 330 du Kokin waka shû
14. ↑  Tatsuta (sanctuaire et rivière) par exemple, est évoqué dans le waka 31 du Recueil des Joyaux d'or et le waka n°33 du Sanshô-Doei